# Joseph Wirth
Dr. Karl Joseph Wirth (6. september 1879 – 3. januar 1956) var en tysk politiker (Zentrum), som var tysk kansler fra 1921 til 1922. Sammen med sin udenrigsminister Walther Rathenau førte han en politik, som søgte at opfylde forpligtelserne til at betale krigsskadeserstatningerne, som Versaillestraktaten havde pålagt landet, for egentlig at vise at Tyskland var ude af stand til at betale og dermed kræve betingelserne reforhandlet.
De regeringer, han ledede, bestod af den såkaldte Weimarkoalition.
Wirth var uddannet matematiker.

## Første kabinet, maj–oktober 1921
- Joseph Wirth (Z) – kansler og finansminister
- Gustav Bauer (SPD) – vicekansler og skatteminister
- Friedrich Rosen – udenrigsminister
- Georg Gradnauer (SPD) – indenrigsminister
- Robert Schmidt (SPD) – økonomiminister
- Heinrich Brauns (Z) – arbejdsminister
- Eugen Schiffer (DDP) – justisminister
- Otto Gessler (DDP) – forsvarsminister
- Wilhelm Groener – transportminister
- Andreas Hermes (Z) – fødevareminister

Ændringer
- 29. maj 1921 – Walther Rathenau (DDP) bliver udnævnt til genopbygningsminister

## Andet kabinet, oktober 1921–november 1922
- Joseph Wirth (Z) – kansler og udenrigsminister
- Gustav Bauer (SPD) – vicekansler
- Adolf Köster (SPD) – indenrigsminister
- Andreas Hermes (Z) – fødevareminister
- Robert Schmidt (SPD) – økonomiminister
- Heinrich Brauns (Z) – arbejdsminister
- Gustav Radbruch (SPD) – justisminister
- Otto Gessler (DDP) – forsvarsminister
- Johannes Giesberts (Z) – postminister
- Wilhelm Groener – transportminister

Ændringer
- 1. februar 1922 – Walther Rathenau (DDP) efterfølger Wirth som udenrigsminister.
- 10. marts 1922 – Anton Fehr (Den bayerske bondeliga) efterfølger Hermes som fødevareminister.
- 24. juni 1922 – Efter at Rathenau bliver myrdet bliver Wirth igen udenrigsminister.